# Aereo-plain
Aereo-plain — студийный альбом американского музыканта Джона Хартфорда, записанный в жанре блюграсса в 1971 году и выпущенный лейблом Warner Bros. Records.

## Об альбоме
Музыка альбома воплотила в себе сочетание традиционной блюграсс-музыки и дух хиппи 70-х. В 2002 году был переиздан альбомSteam Powered Aereo-Takes, в которой вошли альтернативные и демозаписи с сессий записи «Aereo-plain». В группу «Aereo-Plain Band», принявшей участие в записи входили Норман Блейк, Вассар Клементс, Тут Тейлор и Рэнди Скраггс.

## Список композиций
Все песни написаны Джоном Хартфордом, исключая песни с примечаниями об авторах.
1. «Turn Your Radio On» (Альберт Е. Брамли [1]) — 1:22
2. «Steamboat Whistle Blues» — 3:23
3. «Back in the Goodle Days» — 3:34
4. «Up on the Hill Where They Do the Boogie» — 2:43
5. «Boogie» — 1:42
6. «First Girl I Loved» — 4:35
7. «Presbyterian Guitar» — 2:04
8. «With a Vamp in the Middle» — 3:25
9. «Symphony Hall Rag» — 2:48
10. «Because of You» — 1:02
11. «Steam Powered Aereo Plane» — 3:43
12. «Holding» — 1:47
13. «Tear Down The Grand Ole Opry» (Хартфорд, Роберт Тейлор) — 3:28
14. «Leather Britches» (Традиционная музыка) — 1:58
15. «Station Break» — 0:13
16. «Turn Your Radio On» (Альберт Е. Брамли) — 2:16

## В записи приняли участие
- Джон Хартфорд — банджо, гитара, скрипка, вокалы
- Норман Блейк — гитара, мандолина, вокалы
- Вассар Клементс — скрипка, виолончель, альт, вокалы
- Тут Тейлор — добро, вокалы
- Рэнди Скраггс — бас, вокал

Производство
- Продюсер — Дэвид Бромберг
- Звукозапись — Воррен Деви, Клод Хилл
- Миксы — Тоби Маунтен
- Фотография — Питер Амфт
- Примечания — Сэм Буш